# Herb gminy Lądek
Herb gminy Lądek – jeden z symboli gminy Lądek, ustanowiony 19 marca 2009.

## Wygląd i symbolika
Herb przedstawia na tarczy w polu błękitnym o podstawie zielonej srebrna lilia heraldyczna Najświętszej Marii Panny ze złotą przepaską ponad pasem falistym srebrnym symbolizującym rzekę Wartę.